# Carmel A-Cappella

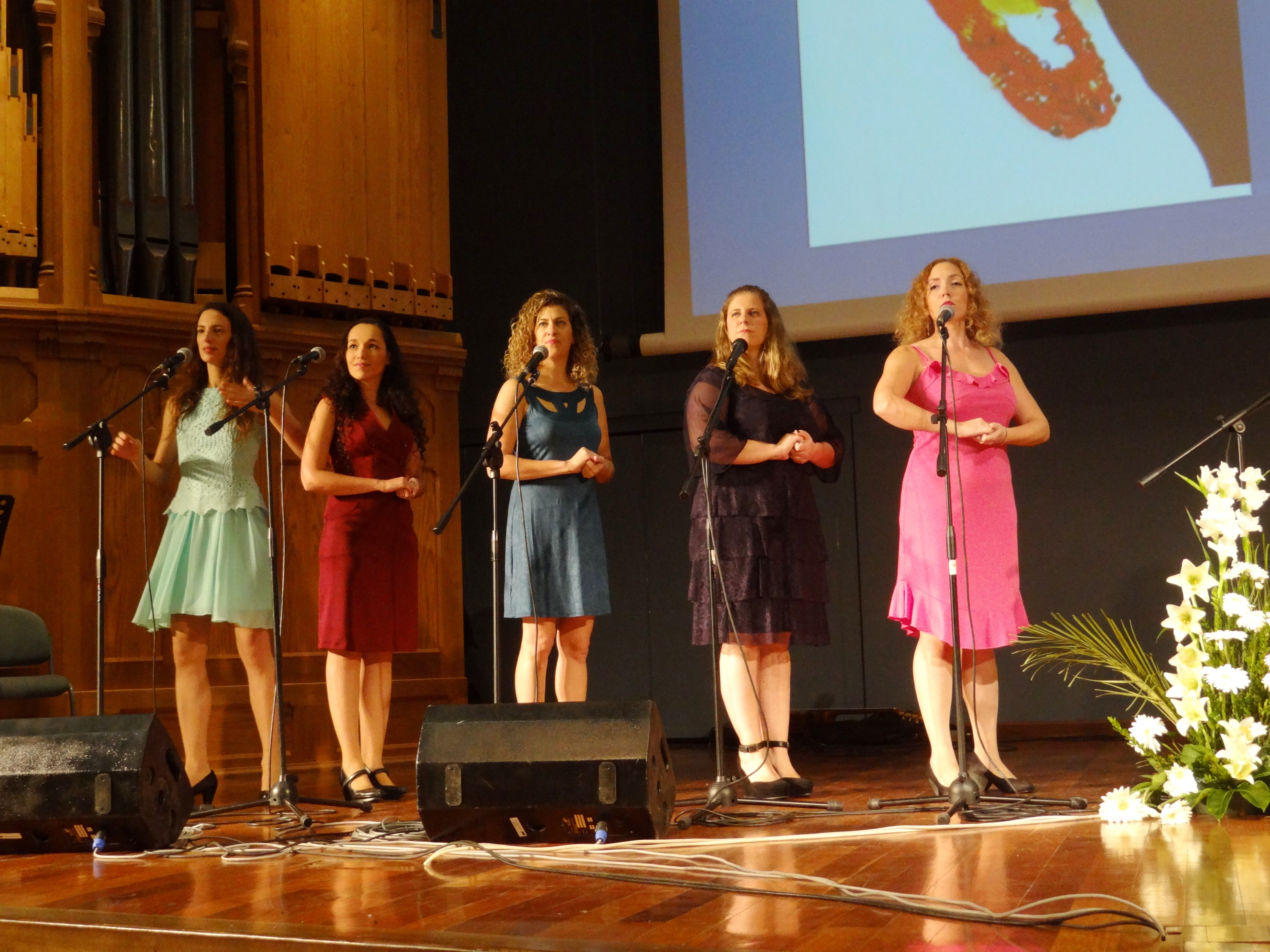
Carmel A-Capela em um concerto dedicado a Naomi Shemer, em uma série de palestras sobre "mulheres e trabalhadoras" no programa de estudos da mulher e de gênero na Universidade de Haifa, em 5 de novembro de 2014

Carmel a-cappella é um grupo musical que interpreta músicas polifônicas, sem o acompanhamento de instrumentos musicais (a cappella), daí o seu nome. Todas as integrantes do grupo são da área de Haifa.

## Composição do grupo
O grupo é consiste de cinco cantoras: 
- Mia Goldschmidt (soprano)
- Karen Yalon (soprano)
- Inbar Haftar (Alt)
- Limor Yanovich (meio-soprano)
- Moran Shalev (meio-soprano)

A diretora musical e arranjadora do grupo é Shula Eres.

## Repertório
As obras artísticas que o grupo interpreta incluem obras clássicas instrumentais em arranjos vocais, músicas israelitas, músicas folclóricas de diferentes idiomas, canções de musicais, jazz e música popular.

## Turnês
O grupo aparece regularmente em todo o seu país e se apresentam no exterior várias vezes por ano.
O conjunto aparece constantemente em festivais de música por todo Israel, como o Festival de Israel, o Festival Abu Gosh, Liturgica, o Festival Arad, o Festival Misgav e o Festival Ein Gev.
Em 2010, o grupo se apresentou como banda de abertura do Swingers Singers e interpretou com eles uma série de canções.